# ズール 魔獣使い伝説
『ズール 魔獣使い伝説』（ズールまじゅうつかいでんせつ）は、1999年6月11日にイマジニアが発売したNINTENDO 64専用ソフトである。同ハード初のRPGであり、本体の発売から既に3年が経過していた。開発はパンドラボックス。

## 物語
緑豊かな大地は、多くの生命を育んできた。人も魔獣も、そのひとつに過ぎない。魔獣は、縄張りを侵されない限り、人を襲うことはない。それを知っている人間は、城壁に囲まれた街で静かに暮らし、魔獣と共存してきた。それが、人と魔獣の関係なのである。しかし、なかには魔獣を慈しみ、仲間として、ともに冒険する者たちがいるという。人は、彼らを魔獣使いと呼び、好奇心と少しの尊敬を持って見守っている。ここに小さな魔獣使いの少年が誕生し、冒険を始める。

## 登場人物
レオ
主人公。ルノウルのコミューンにある「子供の家」に住む少年。年齢は10歳。性格は明るく前向き。
魔獣のバーニィとの出会いが、魔獣使いとしての冒険の道を歩むきっかけとなる。
バーニィ
森の中で出会った魔獣。非常に珍しい種族らしく、レオとは誰よりも固い絆で結ばれている。
シュッツ
「子供の家」で親のいない子供達の世話をしている青年。仲間想いの責任感の強いしっかり者で、レオのよき理解者でもある。
子供達の兄及び父親代わり。
キャロリン
シュッツと共に「子供の家」で親のいない子供達の世話をしている女性。心優しく、子供達の姉及び母親代わり。
ジョイス
「子供の家」に住む、レオと同い年の少年。
レオがシュッツやキャロリンに大事にされ贔屓されていると思い込み、意地を張ってレオに冷たくしていたが、後に和解する。
プック&チャル
「子供の家」に住む、レオを慕う年下の子供達。バーニィが大好き。
ロシュ
ルノウルに住む、珍しい魔獣をコレクションしている金持ち。バーニィの存在を知り、自分のコレクションに加えようとする。
マット&ミット
ロシュの部下。バーニィを狙って、仕事上、レオの前に立ち塞がるが、レオに対しては敵意を持っていない。2人とも実はお人好し。
ヴァンス
魔獣使いの村で出会った、一流の魔獣使いを目指す少年。魔獣仙人の下でレオと共に知識を学び、後に強力な魔獣使いとして再会することになる。
レオの良きライバル。
魔獣仙人
魔獣の事を知り尽くし、その力を100%引き出せる、魔獣使いの神様と噂される。
魔獣の博学者で、レオに試練を与え、魔獣の知識を伝授する。素性は一切不明。
フレヤ
魔獣ハンターと戦う魔獣使いの少女。年齢は12歳。
気が強く、一方的に話を進め、レオに口を挟ませない、かなりの自信家。
当初は、レオを魔獣使いと認めずに反発していたが、後にレオを一人前の魔獣使いとして認めるようになる。
ミンツ
魔獣使いの村に住む元魔獣使い。魔獣専門家と名乗る人物に魔獣を奪われた。
レオに魔獣を取り返してもらった後に、レオとの間に信頼関係が生まれる。
リー
モヤーネの酒場に酒の材料になるサボテンを供給している無口な魔獣使い。
ダグ
モヤーネの町長の息子。根性の曲がった、魔獣使いのはしくれ。
ガイ
魔獣を狩り集める魔獣ハンターから「魔獣の森」を守る、魔獣人。
人間は魔獣をさらい、好きなようにこき使うと思い込み、人間を嫌っていたが、レオとバーニィの強い友情と絆を見て、レオを信じるようになる。
ガーナー
ガーナー魔獣牧場を経営している薬草師で元魔獣使い。
魔獣使いとして働いていた時に、たくさんの魔獣に助けられた恩返しのために牧場を作った。
レイチェル
ガーナーの孫娘で、祖父のガーナーを尊敬している。後に魔獣のために牧場で宿屋を経営するようになる。
バーソロミュー
シティに住む、一流の魔獣使いで、魔獣闘技大会において、10年間連続でチャンピオンの座に君臨している。
モヤーネの酒場で出会い、レオの才能を見抜く。
誰もが畏れ、尊敬される立場にありながら、決して偉ぶらない人徳者。
レオの憧れの存在。
ティオーゾ
各地で暗躍する魔獣ハンターのボス。勝つためには手段を選ばない卑劣極まりない男。

## 主なスタッフ
- エグゼクティブプロデューサー：飯島健男、神蔵孝之
- スーパーバイザー：田代成治、久次周一、今村俊介
- ゼネラルマネージャー：飯田就平
- プロデューサー：桜井甲一郎
- ディレクター：浦本昌宏、河西貴則、和田慶子
- ゲームデザイン：川上俊則
- メイン・プログラム：五十嵐宏樹
- ミュージック&サウンド：根本一郎
- イベントデータ：渡辺曜子
- 戦闘データ：平野真希
- シナリオ：早川奈津子
- キャラクターデザイン：久保聡宏
- パブリシティ：桜井甲一郎、山内貴志